# Rajkinac
Rajkinac (cyr. Рајкинац) – wieś w Serbii, w okręgu pomorawskim, w mieście Jagodina. W 2011 roku liczyła 412 mieszkańców.